# 寿司ベイク
寿司ベイク（すしベイク、英: sushi bake）, ベイクド寿司（ベイクドすし、baked sushi）は、巻きずしの材料を巻かずに耐熱容器に層状に敷き詰め、オーブンで焼いた寿司のアレンジ料理である。

## 発祥
フィリピンのネイルアーティスト、ミミ・キー・レイエス (英: Mimi Qiu Reyes)が、2015年の4月にInstagramに掲載したのが発祥だと言われている。一方でハワイの住民たちはそれ以前からポットラック・パーティーなど複数人数で集まった場で人気の高い料理として長年地元民の間で既にもてはやされていたとしている。
2020年に新型コロナウィルス感染症のパンデミックにより、外食が控えられるようになったことから、家庭内に籠もって家族と一緒に作ることが出来るうえ、食卓で複数の人数で取り分けながら食べることが出来る「隔離料理（巣ごもり料理）」としてフィリピンで人気が広がった。
その後もSNSで話題になり続けフィリピン国外にも人気が広がり、特に米国においては動画共有サイトTikTokで作り方を紹介したビデオがバイラルになった。
2021年には、米グルメ老舗雑誌『ボナペティ』で紹介されるなど、SNS外での一般認知が加速した。

## 材料と作り方
ミミ・キー・レイエスが後日フィリピンで出店した寿司ベイク専門店の名称に冠されているように、発想の原点になった巻きずしはカリフォルニアロールで、最初に調理されたのもカリフォルニアで家族で集まったときであったという。
すし飯、海苔、カニカマ、マヨネーズなどの材料をキャセロールなどの耐熱容器にラザニアのように層を作りながら重ねあげ、オーブンで焼くことによって完成する。材料は簡単にアレンジができ、サーモン、とびこ、ふりかけ、青ネギなど、西洋寿司に使用される幅広い寿司だねが利用されている。
多くのレシピでマヨネーズが使われるが、キユーピーマヨネーズとブランドが指定される事が多い。『ボナペティ』記事では、「濃厚でほんのり甘い」ことから筆者がキユーピーを好んでいることが説明された。
容器からスプーンで取り分けたり、切り分けたりして食されるが、5センチ四方程度に切り分けられた焼き海苔の上に載せ、前菜やスナックのよう提供されるのが人気である。